# Český Krumlov
Český Krumlov (checo: ˈtʃɛskiː ˈkrumlofⓘ) es una ciudad ubicada en la región de Bohemia Meridional, en la República Checa. El centro histórico de Český Krumlov, incluyendo su castillo, integra el listado del Patrimonio de la Humanidad de la Unesco desde 1992. La población de la ciudad en 2018 era de 13 028 habitantes y su área de unos 22 km².

## Historia
Es la antigua capital de la región de la rosa de cinco pétalos de los Rosenberg, la nobleza más rica e influyente del país. Después les sucede Julio de Austria, de la dinastía Habsburgo, los Eggenberg y por último los Schwarzenberg. La construcción de la ciudad y su castillo comenzaron en el siglo XIII, a ambas orillas del río Moldava, entre algunos de sus numerosos meandros flanqueados por abundante vegetación.
Hacia comienzos del siglo XX tenía una población de alrededor de 8000 habitantes.
El asteroide (2747) Český Krumlov fue nombrado en honor a esta ciudad.

## Patrimonio
La ciudad presenta edificios con arquitectura medieval gótica, renacentista, y barroca, entre los cuales se destaca su castillo y el teatro barroco del castillo.
En esta ciudad se rodó parte de la película Hostel de Eli Roth y Quentin Tarantino

### Castillo
El Castillo es inusualmente grande para un pueblo del tamaño de Český Krumlov; es el segundo más grande de la República Checa, solo superado por el complejo Hradčany de Praga. Dentro de sus murallas existe un gran jardín rococó, y la Iglesia de San Vito (Kostel Sv. Víta) templo de estilo gótico que data del siglo XV, y que conserva frescos de esa época. En el foso del Castillo habitan osos desde la época de los Rosenberg. 

### Museo del Castillo
En el Museo del Castillo se pueden contemplar objetos de exposición como retratos de las distintas familias que han habitado el castillo, trajes o recreaciones de las habitaciones del interior del castillo con objetos de la época de los Schwarzenberg fundamentalmente.

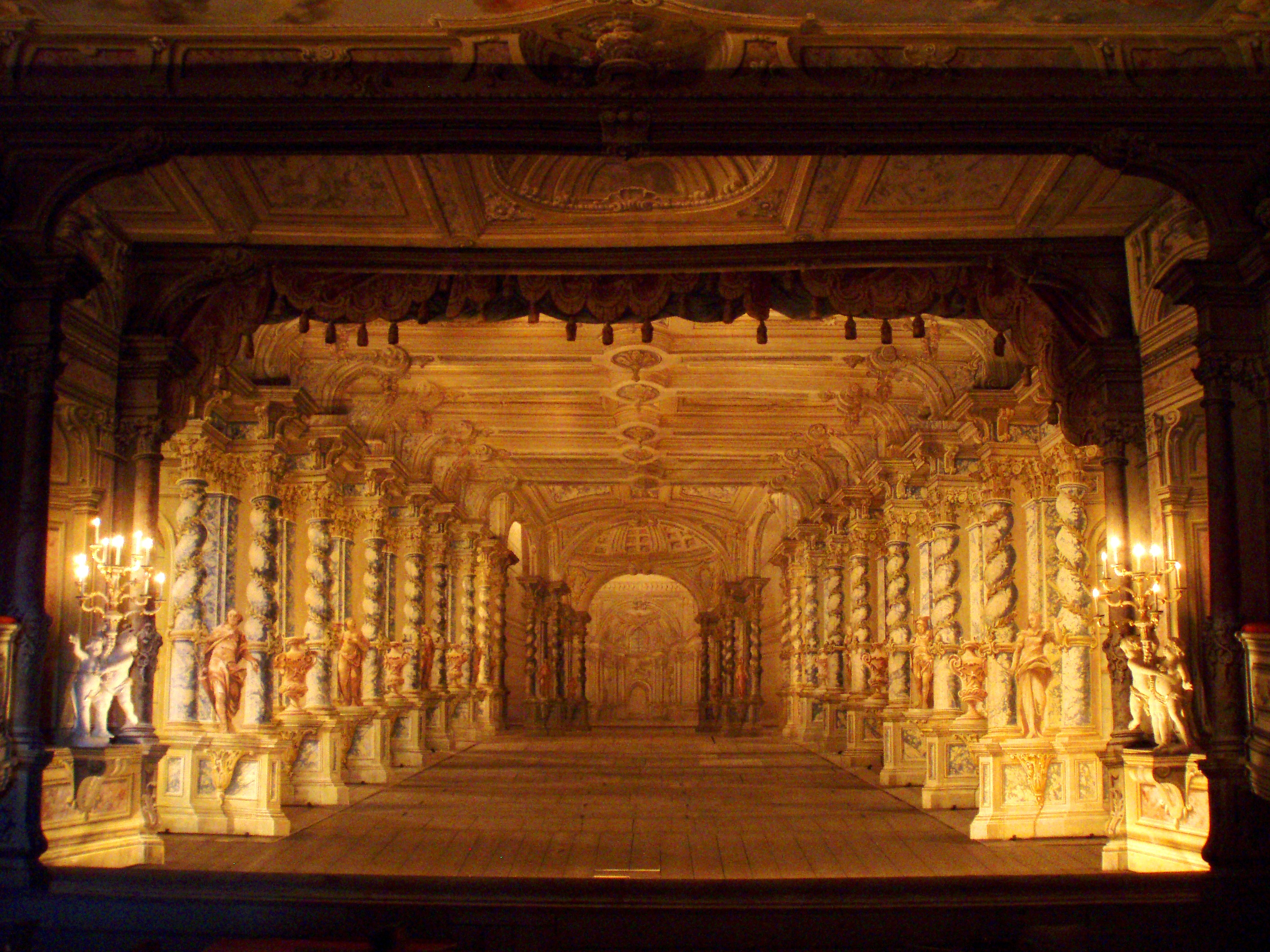
El escenario del teatro.

### Teatro del castillo
El teatro barroco del castillo fue construido entre 1680 y 1682 por el príncipe Johann Christian I von Eggenberg y renovado con equipamiento moderno (para su época) por Josef Adam zu Schwarzenberg entre 1765 y 1766. Con su maquinaria escénica original, es uno de los pocos ejemplos de su tipo que existen actualmente. Debido a su antigüedad, es usado solo tres veces al año, cuando una opera barroca es interpretada.

### Museos
Krumlov tiene un museo dedicado al pintor Egon Schiele, quien vivió en el pueblo. También hay un museo dedicado a la gema semipreciosa de moldavita.

### Festivales
Cesky Krumlov se destaca por dos festivales que reviven su patrimonio cultural medieval. 
Uno de los más importantes es el “Festival de Artes Barrocas” es una celebración de la música antigua que da vida a obras maestras originales de compositores barrocos en los espacios históricos de la ciudad. El festival fue establecido en 2008 en Český Krumlov con el objetivo de revivir la ópera barroca y ofrecer al público una oportunidad única para descubrir el arte olvidado de los compositores y músicos barrocos. Cada año, cientos de amantes de la música barroca de Bohemia, Moravia y países vecinos asisten para experimentar la ópera barroca en el singular Teatro del Castillo.
El segundo festival importante de la ciudad es "Festival de la Rosa de Cinco Pétalos". Este es uno de los festivales de Cesky Krumlov más importantes. Durante tres días se realiza una ceremonia en la Plaza Svornosti, un desfile nocturno de fuego, un mercado histórico, fuegos artificiales, un torneo de justas, teatro medieval callejero, actuaciones musicales, malabaristas, bailarines, actores y otros artistas. También hay representaciones históricas para niños y adultos, juegos renacentistas en el río Vltava y otras sorpresas para tu entretenimiento.

### Homenajes
El asteroide (69469) Krumbenowe recibió su nombre por la denominación más antigua de esta ciudad.

## Ciudades hermanadas
Český Krumlov tiene las siguientes ciudades hermanas:
- Vöcklabruck (Austria)
- San Gimignano (Italia)
- Slovenj Gradec ([Eslovenia)
- Miami Beach (Estados Unidos)
- Hauzenberg (Alemania)
- Llanwrtyd Wells (Reino Unido)

## Galería

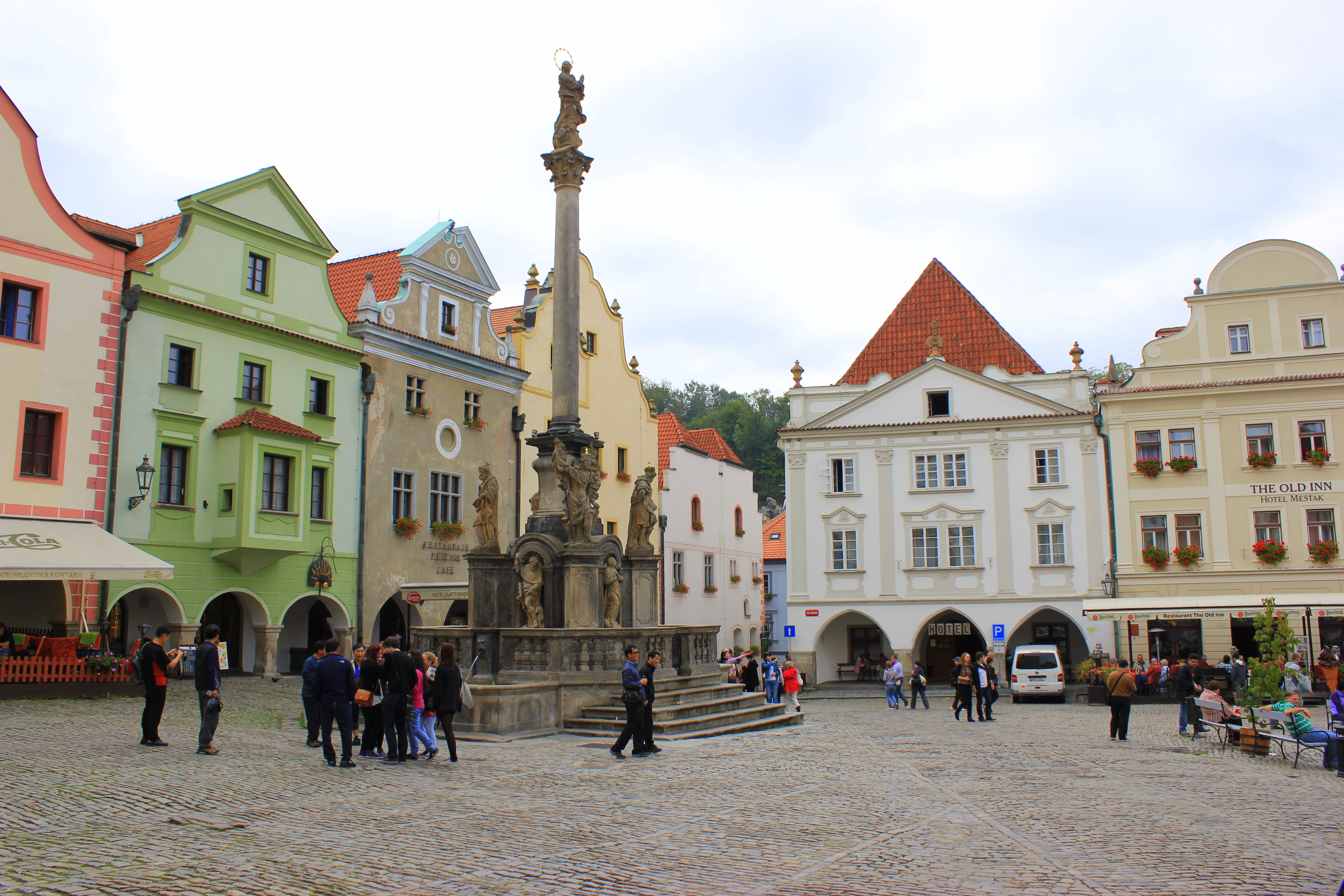
Plaza principal de Český Krumlov.
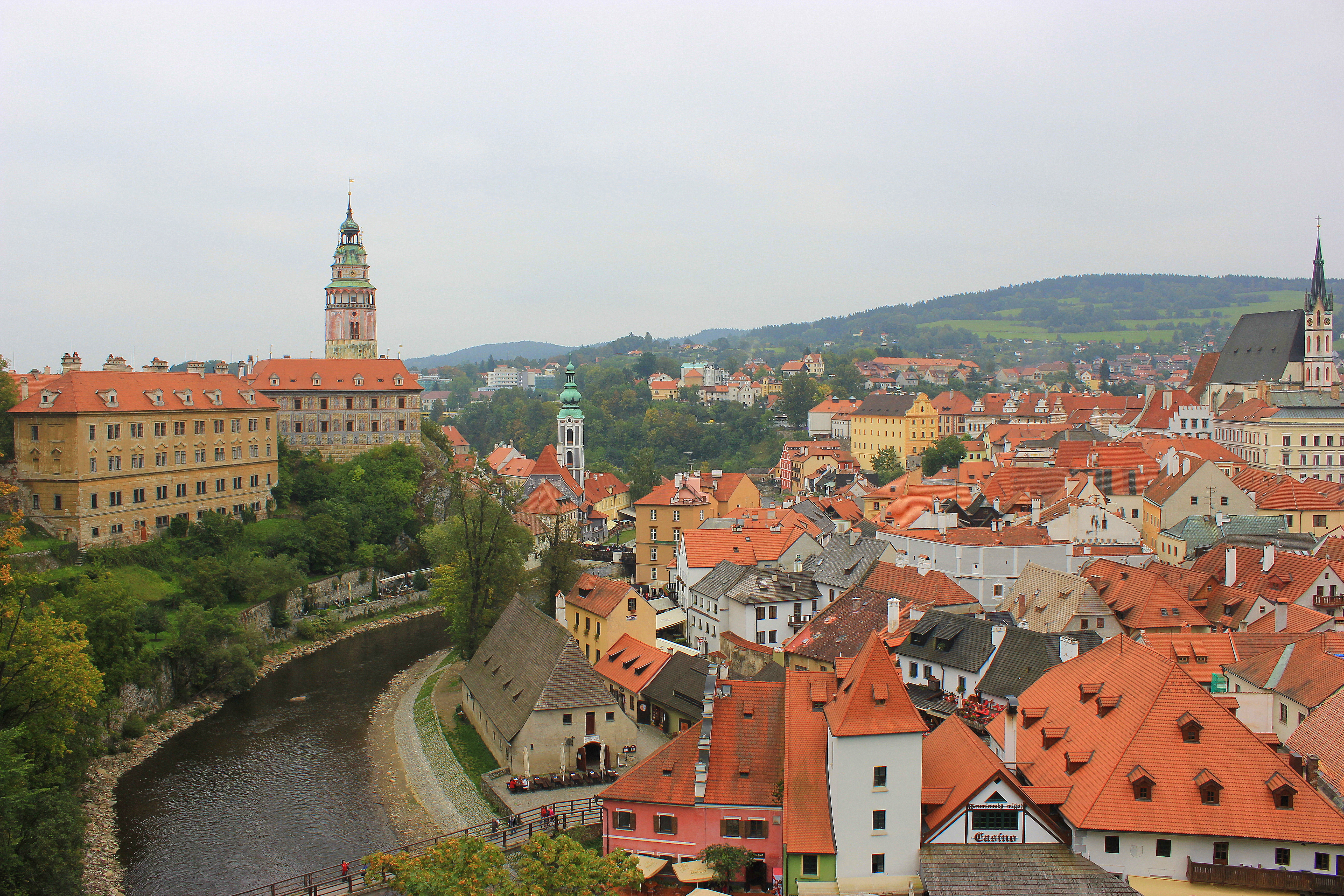
Vista de Český Krumlov.
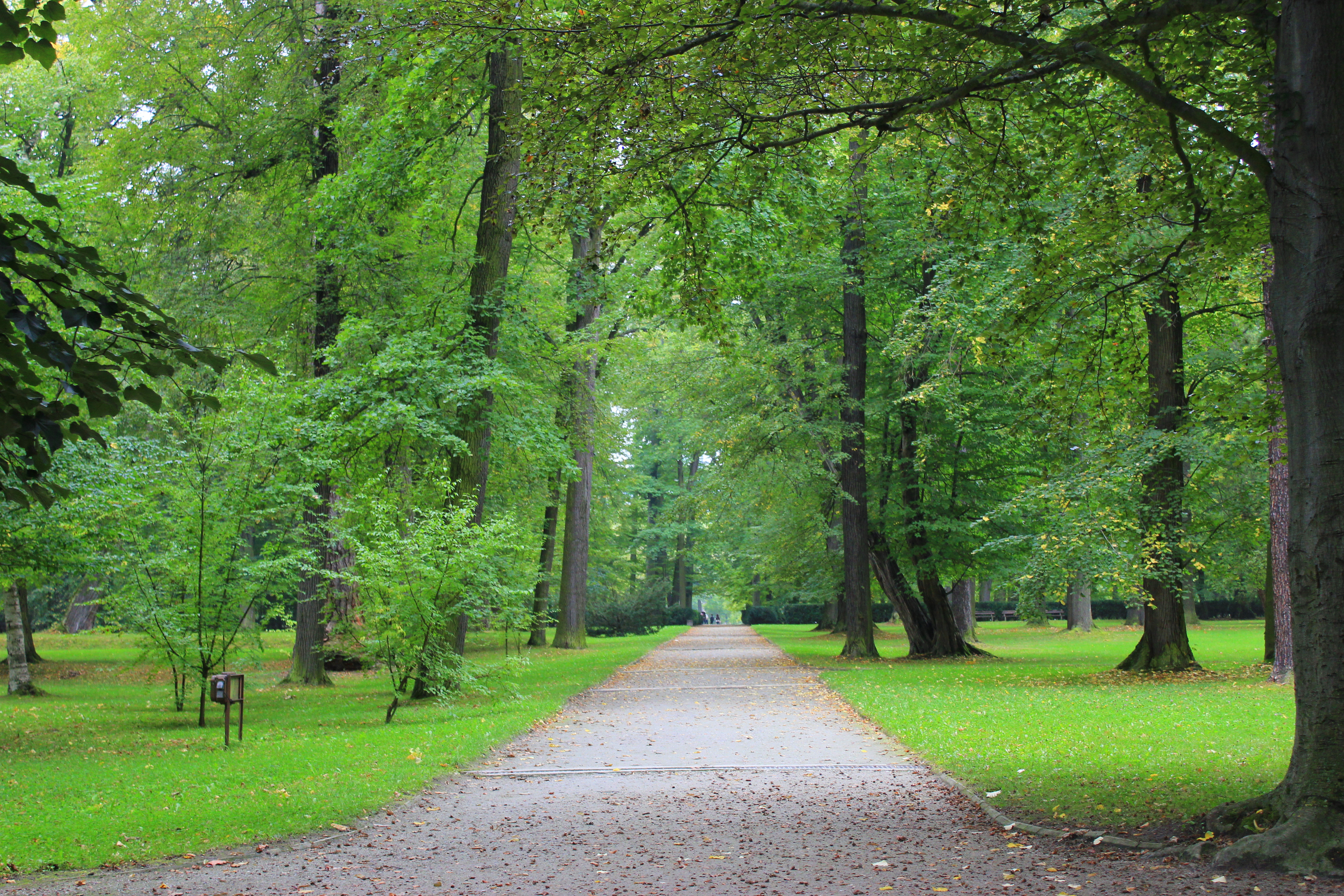
Jardines de Palacio de Český Krumlov.
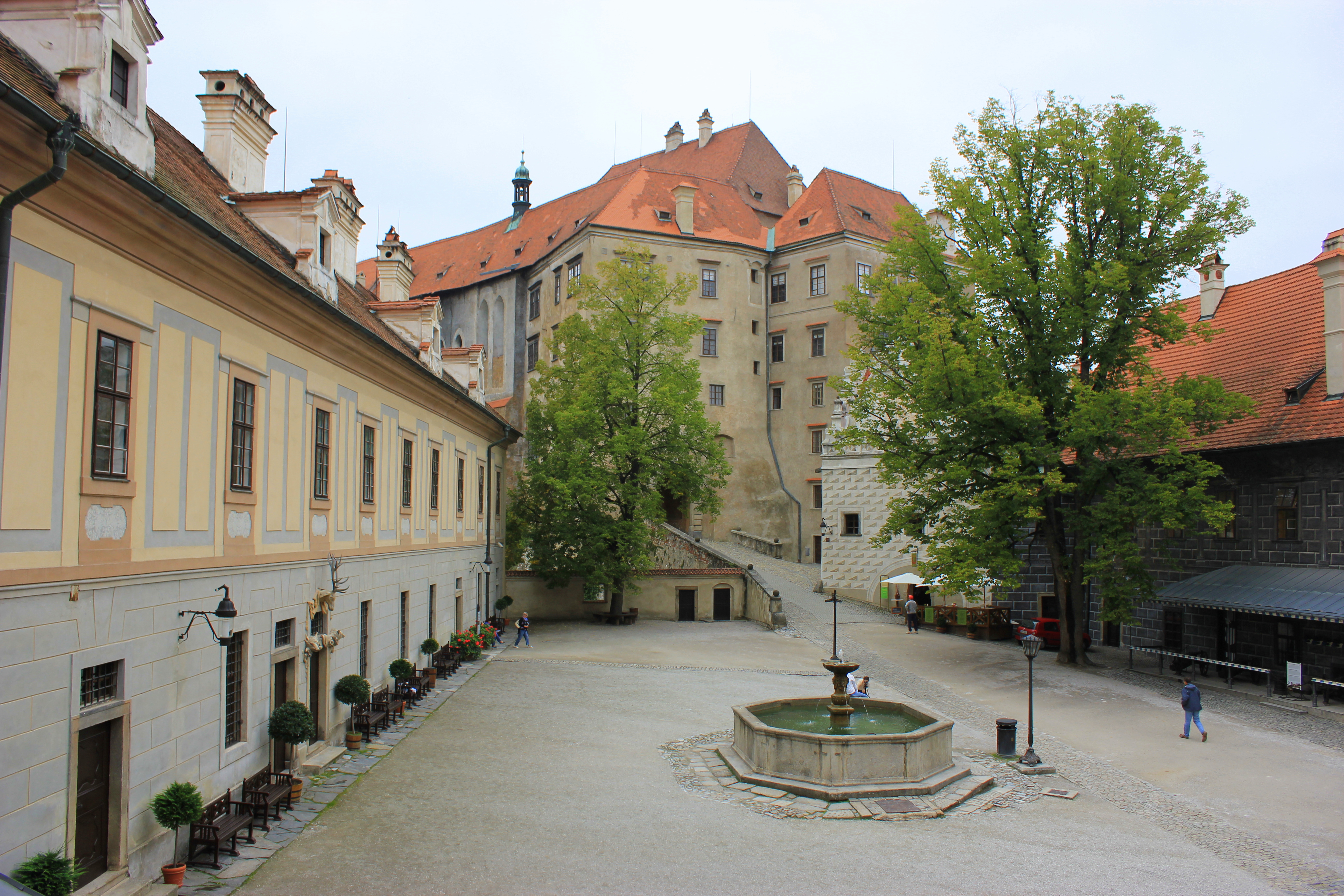
Patio interior de Palacio Real.
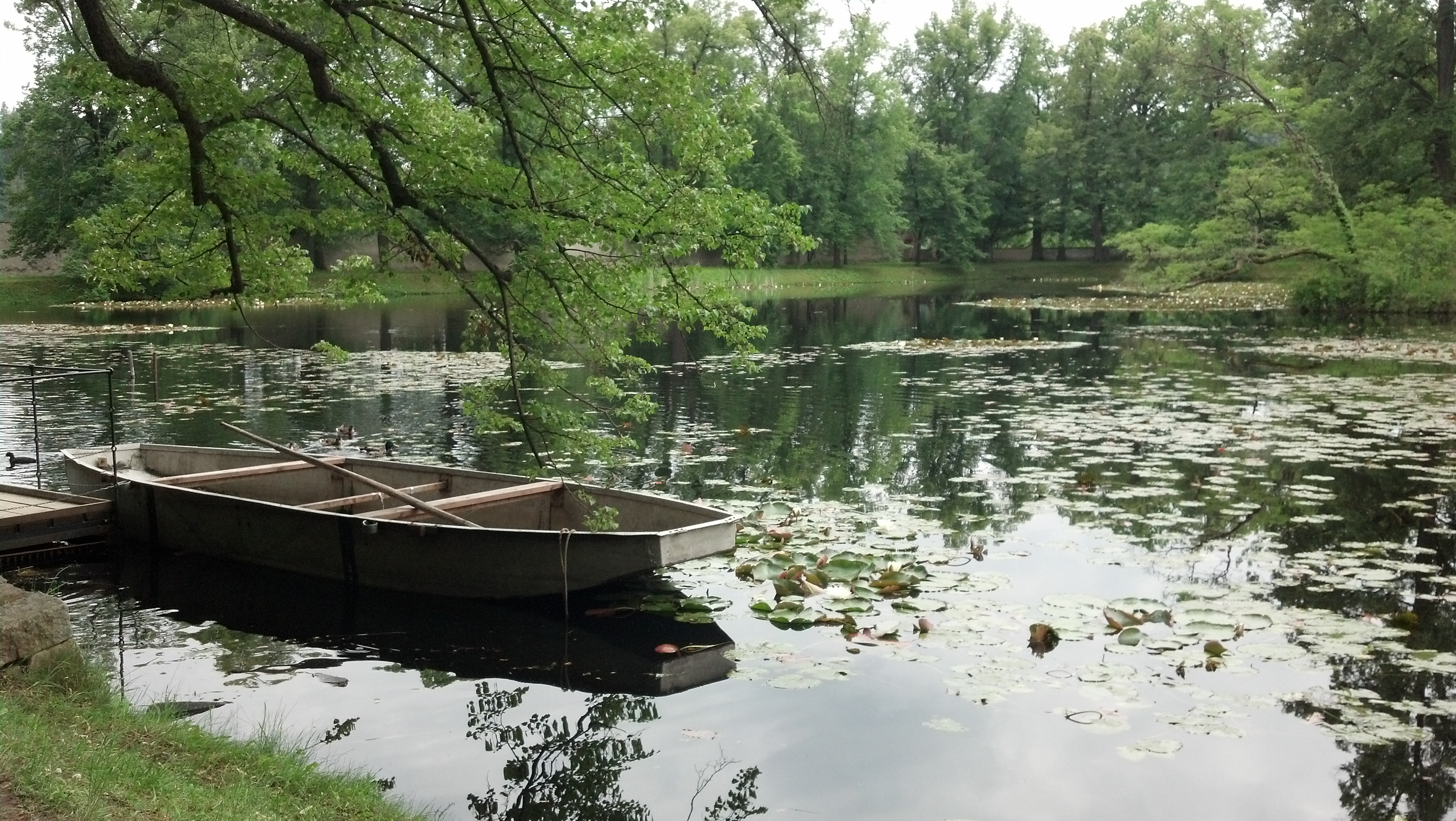
Laguna del Jardín del Palacio de Český Krumlov.